# Tadeusz Rześniowiecki
Tadeusz Rześniowiecki (ur. 3 marca 1912 w Gwoźdźcu, zm. 23 listopada 1981 w Toruniu) – polski urzędnik samorządowy i polityk, starosta chojnicki (1945–1950), poseł na Sejm PRL II, III i IV kadencji (1957–1969).

## Życiorys
Ukończył studia prawnicze na Uniwersytecie Jana Kazimierza, następnie pracował w Urzędzie Wojewódzkim we Lwowie. W 1945 znalazł się na Kaszubach, rozpoczynając pracę starosty chojnickiego (do 1950). W tym samym czasie był jednocześnie organizatorem administracji powiatowej w Człuchowie. Działał w Stronnictwie Ludowym i Zjednoczonym Stronnictwie Ludowym. W 1950 objął obowiązki przewodniczącego prezydium Powiatowej Rady Narodowej w Bydgoszczy (do 1956). W 1957 uzyskał mandat posła na Sejm PRL w okręgu Bydgoszcz. Zasiadał w Komisjach Wymiaru Sprawiedliwości, Mandatowo-Regulaminowej, Planu Gospodarczego, Budżetu i Finansów oraz Nadzwyczajnej do opracowania projektu ustawy o Najwyższej Izbie Kontroli. W 1961 po raz kolejny wybrany do parlamentu (z okręgu Tuchola). Był członkiem Komisji Komunikacji i Łączności oraz Wymiaru Sprawiedliwości. W Sejmie IV kadencji (1965–1969) reprezentował okręgu Toruń, pracując w Komisji Wymiaru Sprawiedliwości. W 1969 został przewodniczącym Powiatowej Rady Narodowej w Toruniu.
Odznaczony Złotym Krzyżem Zasługi (1946) i Krzyżem Kawalerskim Orderu Odrodzenia Polski.
Zmarł jesienią 1981 na skutek obrażeń odniesionych w wyniku wypadku drogowego. Został pochowany na Centralnym Cmentarzu Komunalnym w Toruniu.